# Beato Emilianense
El Beato Emilianense, también llamado Beato Primero de la Biblioteca Nacional, es una de las copias del Comentario al Apocalipsis del Beato de Liébana conservados en la Biblioteca Nacional de España donde se conserva otro más. Ambos beatos que deben su nombre a haber salido de la escuela de San Millán de la Cogolla. Este Beato Emilianense (Ms. Vit. 14.1), es considerado el más antiguo encontrado (por ello se llama primero). 

## Contexto histórico
Es uno de los dos beatos que conserva el texto de la versión original del comentario de Beato de Liébana datada en el 776. Data de principios del siglo X. Desde el siglo XII al XIV permaneció en el Monasterio de San Millan de la Cogolla. Con la desamortización de Mendizabal fue a parar a la Biblioteca Nacional que es donde actualmente se conserva.

## Descripción
Este códice constaría de 144 folios en un tamaño de 345 x 257 mm aunque faltan algunos folios al principio y al final así como 31 más en su interior. Está escrito en letra visigótica a dos columnas de 34-35 líneas. 
Del total de 60 miniatura que pudo tener, se conserva 29 miniaturas de marcada fuerza expresiva y colorismo arcaico. Los personajes muestran ojos grandes, remarcados con doble ceja. 

## Véase también

Beato Emilianense
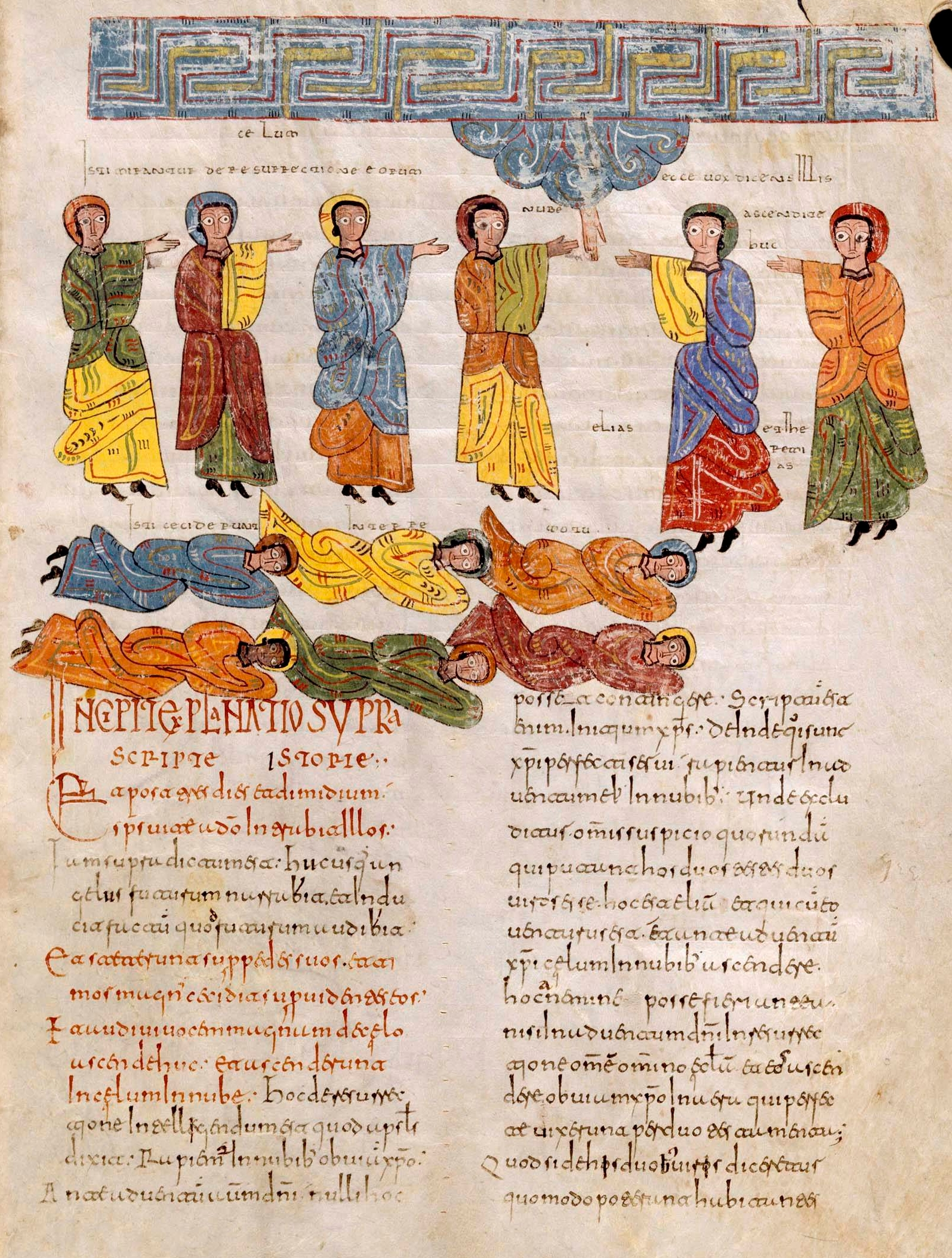
Folio 107r
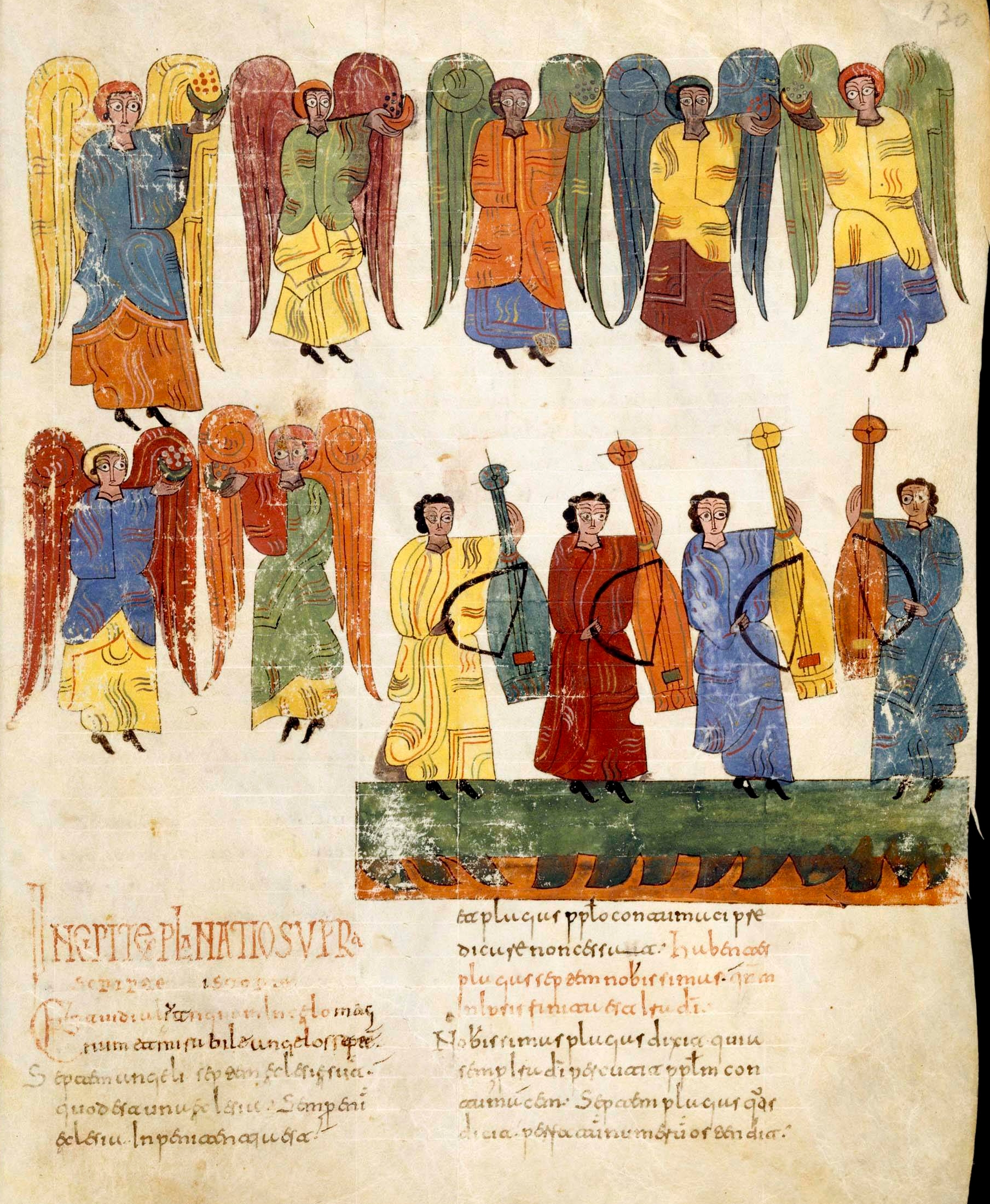
Folio 130r
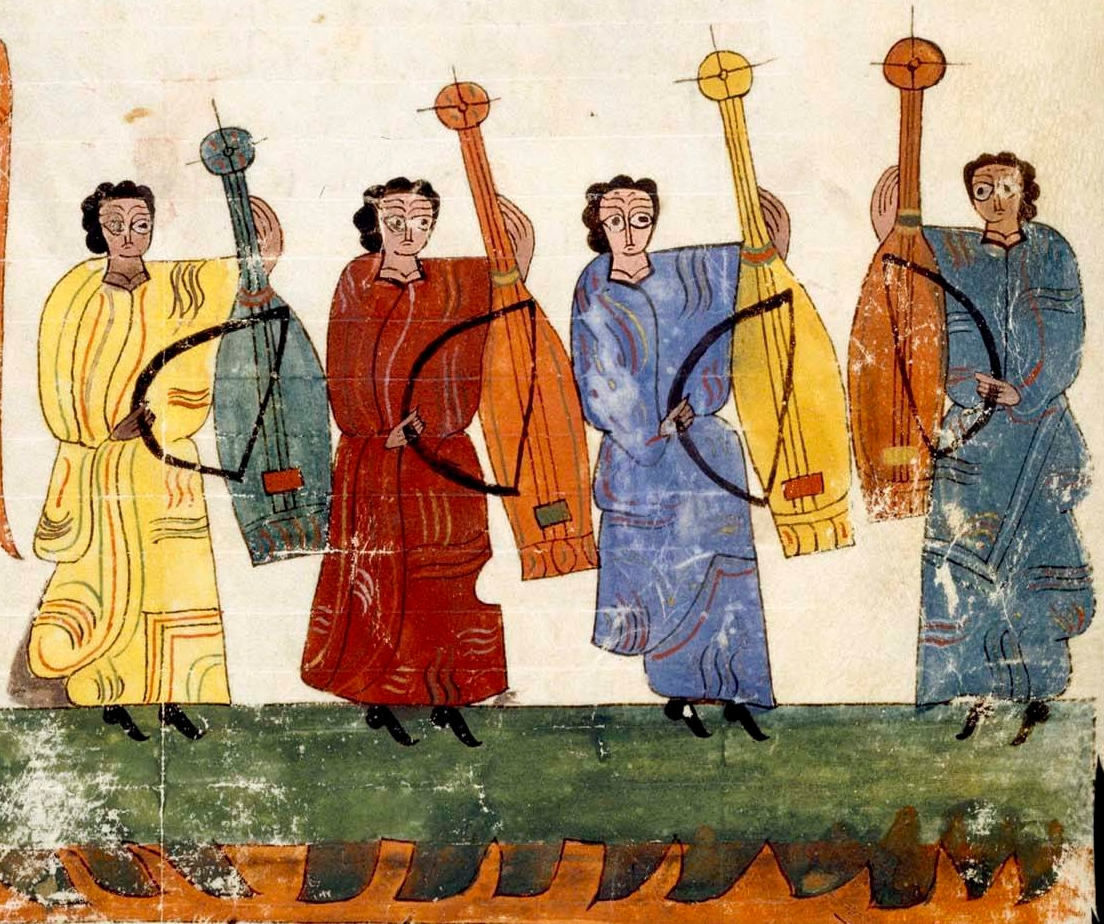
Detalle del folio 130r
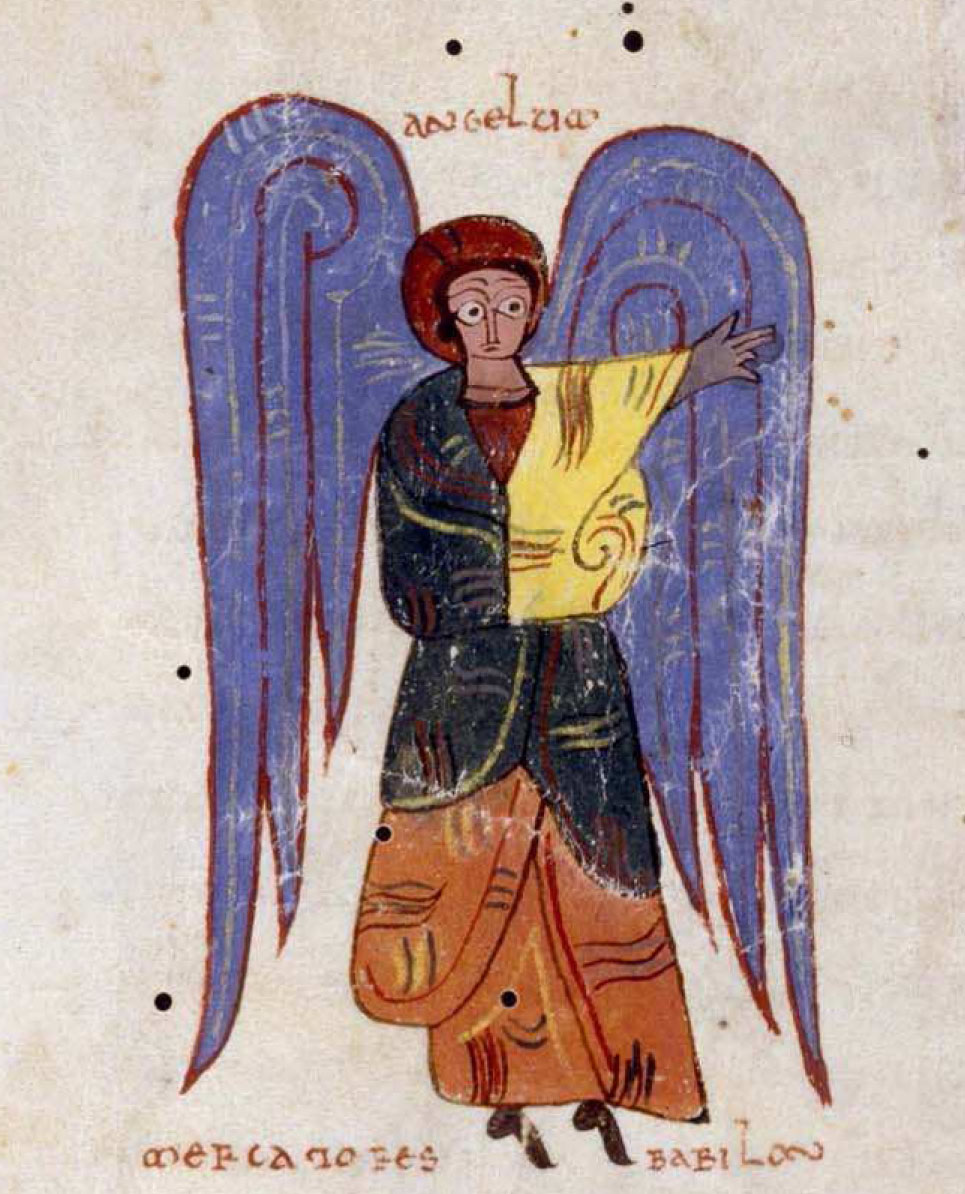
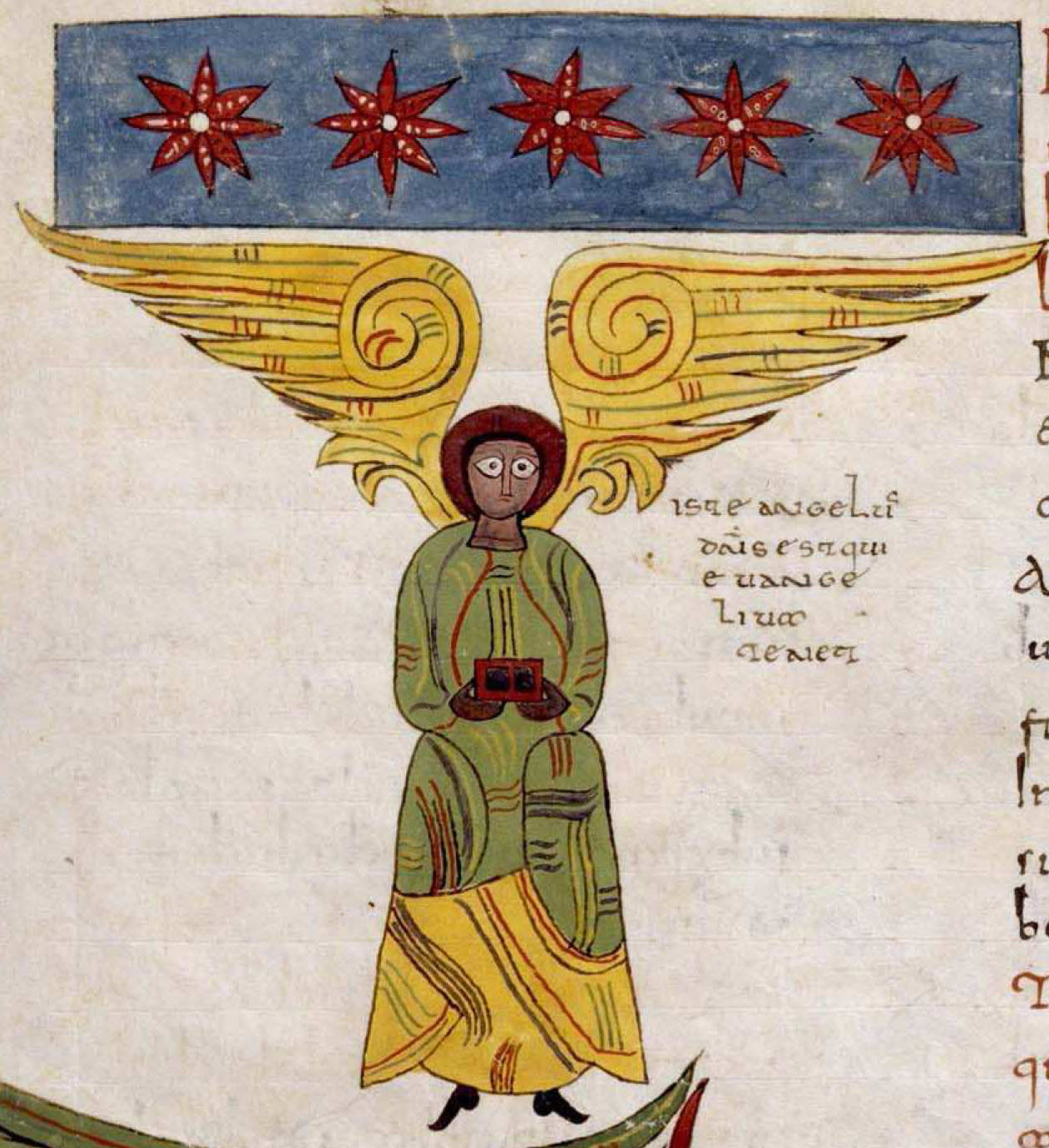
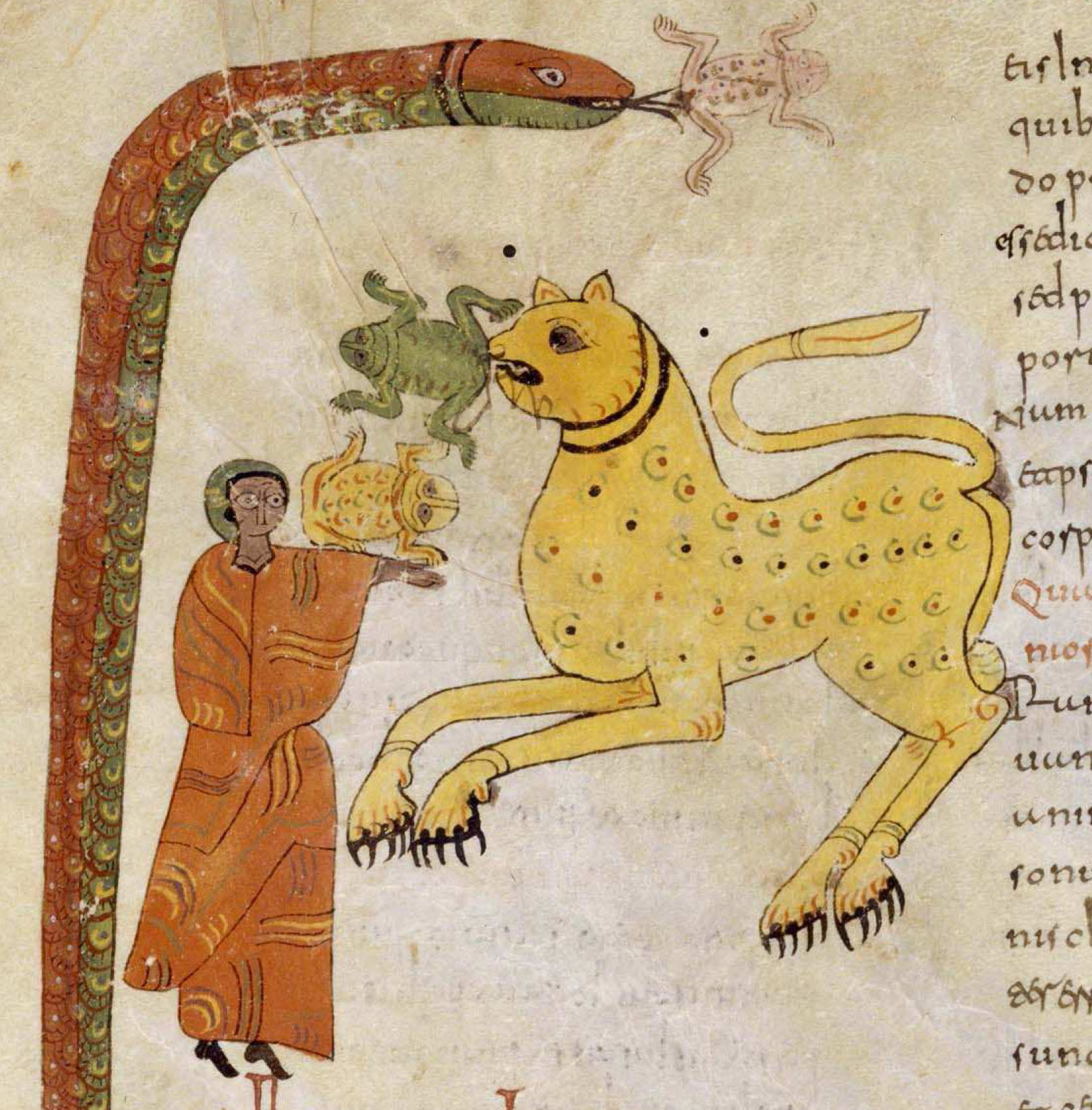
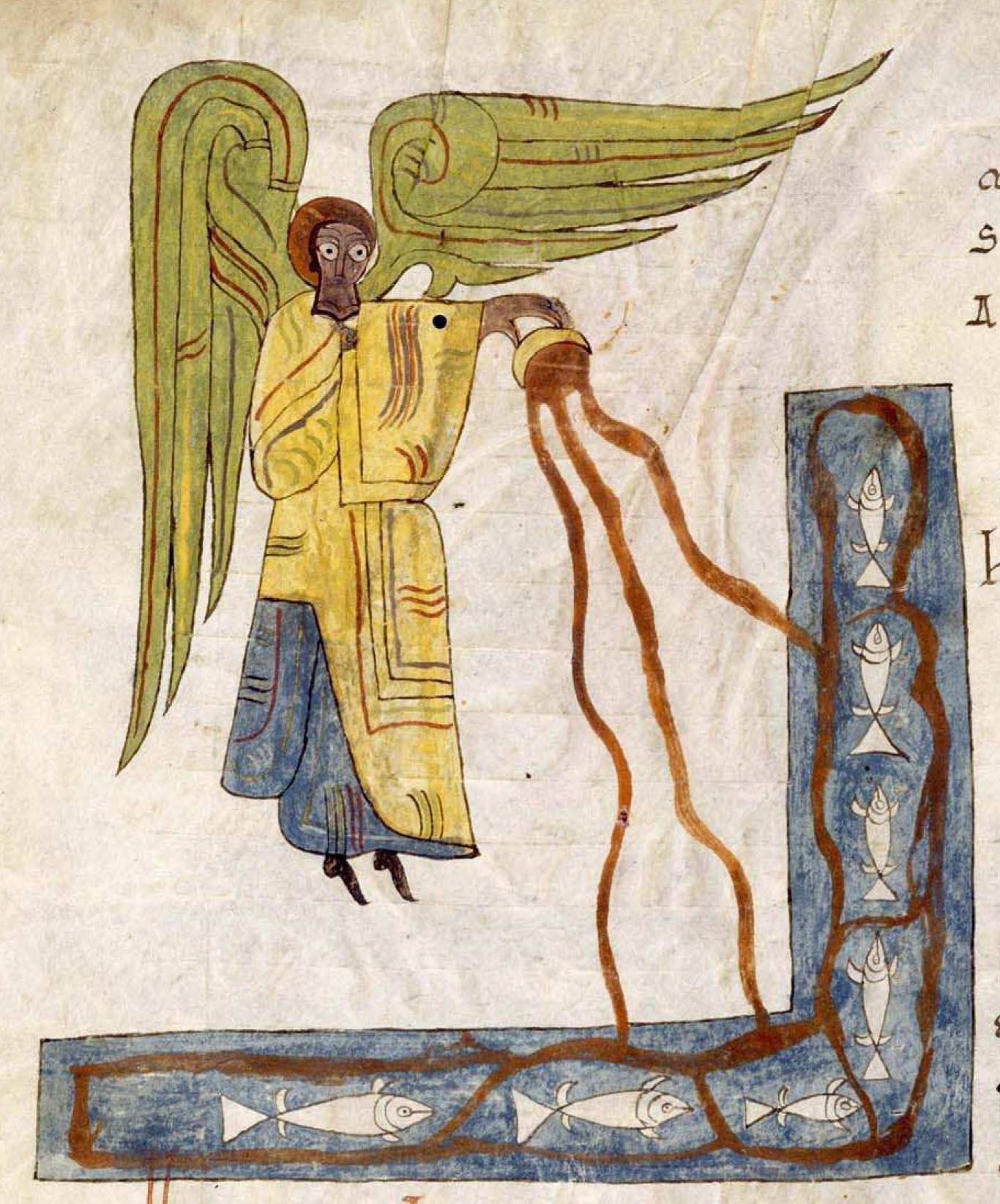
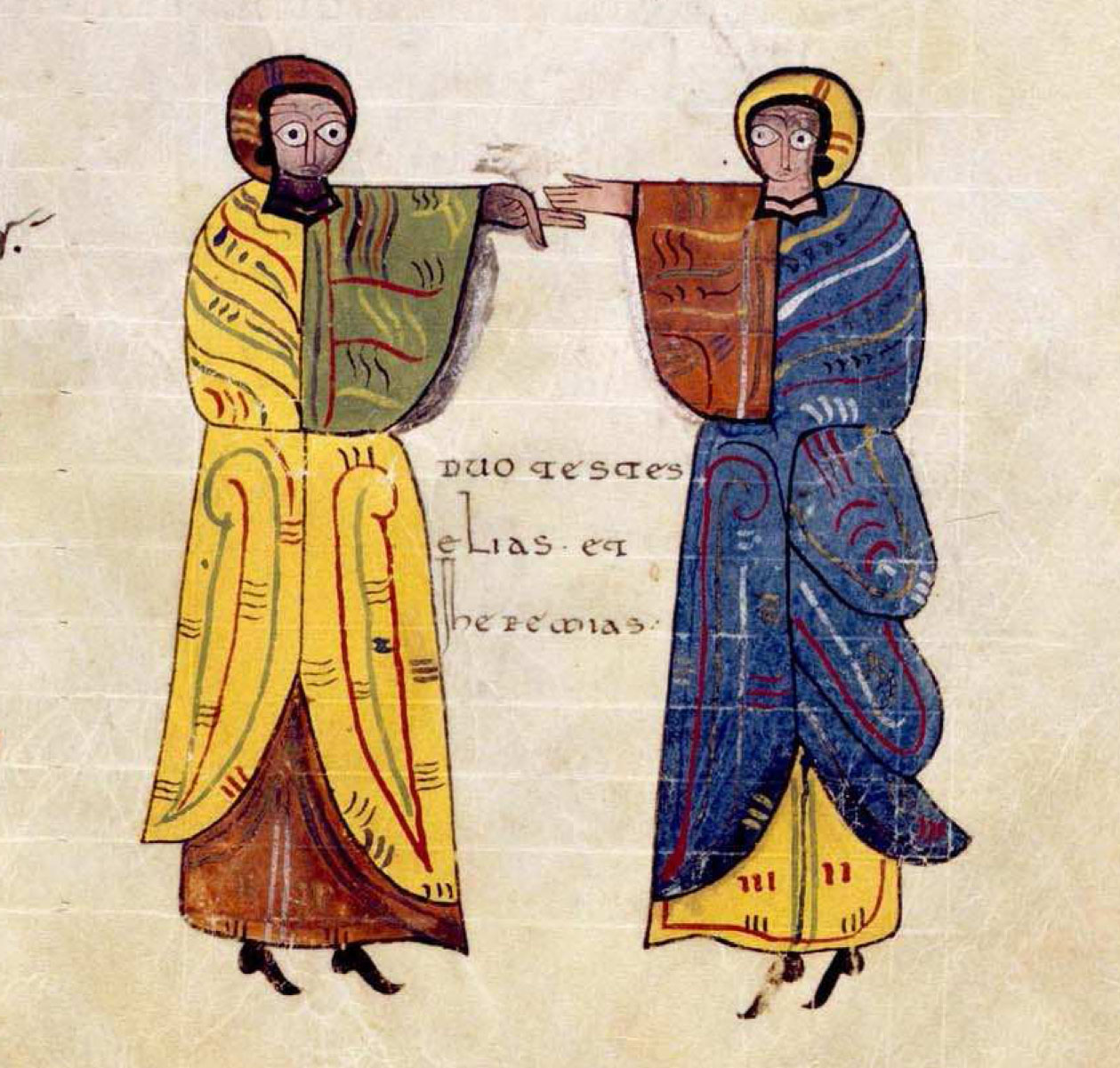